# 本部平原
本部 平原（もとぶ ていはら、？−1416年？、 永楽14年？） 14世紀末から15世紀前期の最後の北山王（山北王）、攀安知の重臣。
尚巴志の北山侵攻（北山征伐）の際、尚巴志から賄賂が贈られたことにより中山に寝返ったのち、攀安知に討たれた。

## 概要
最後の北山王攀安知の家臣のなかでも一、二を争う剛の者で重臣、側近。正史には「勇猛だが知恵がなく、欲深い」と書かれている。
1416年（1422年説もある）、尚巴志率いる浦添按司、越来按司、山田（読谷山）按司の護佐丸、名護按司、羽地按司、国頭按司の連合軍3000兵で今帰仁城を攻めた。対する北山軍は兵数300（名護按司、羽地按司、国頭按司が裏切った為）とかなり劣っていたが、攀安知は武勇にすぐれ淫虐無道であったとされ、その軍も勇剛驍健で、また城も甚だ険阻で難攻不落の為攻撃しにくく、尚巴志軍は攻めあぐねていた。そこで尚巴志は内部から混乱を起こそうと本部平原に賄賂を贈り寝返らせた。
本部平原は攀安知に「私は裏手の敵を討つので、王は表の敵を蹴散らしてください」と進言し、攀安知が城外で戦っている隙に（尚巴志軍が城外におびき寄せた）平原は城内に火を放った。その後、異変に気付いて戻ってきた攀安知に愛刀「千代金丸」で本部平原は討たれるも、北山は既に劣勢となっており、攀安知は霊石を斬りつけ自害した。